# Carl Gotthard Langhans

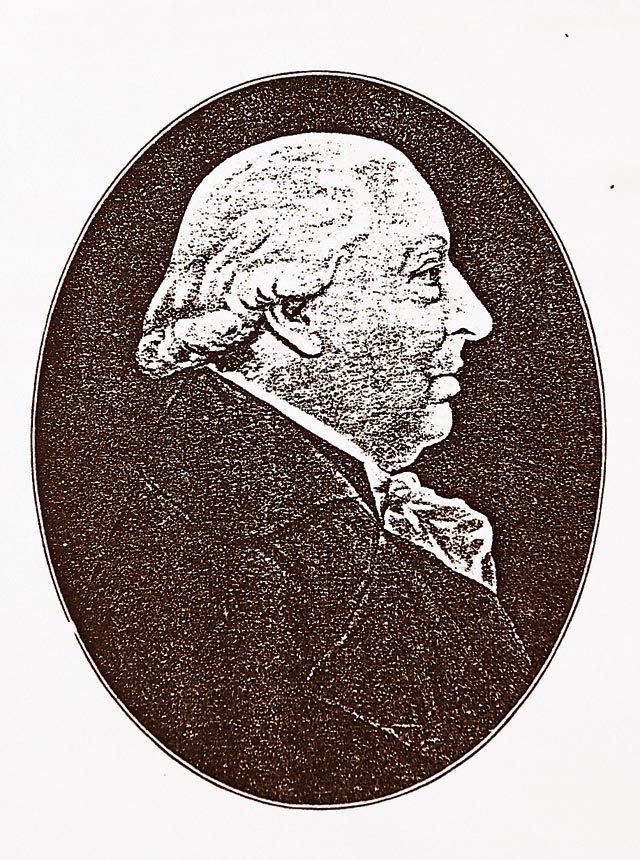
Carl Gotthard Langhans

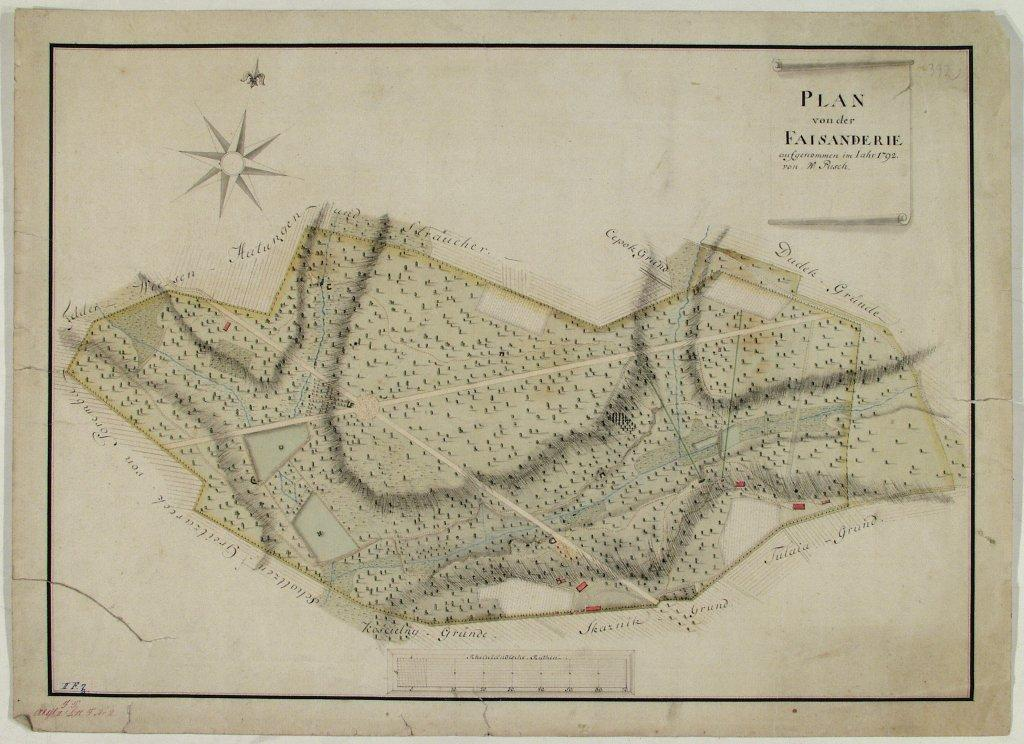
Plan voor Fasanerie Pszczyna, ontwerp Langhans, later uitgewerkt door W. Pusch

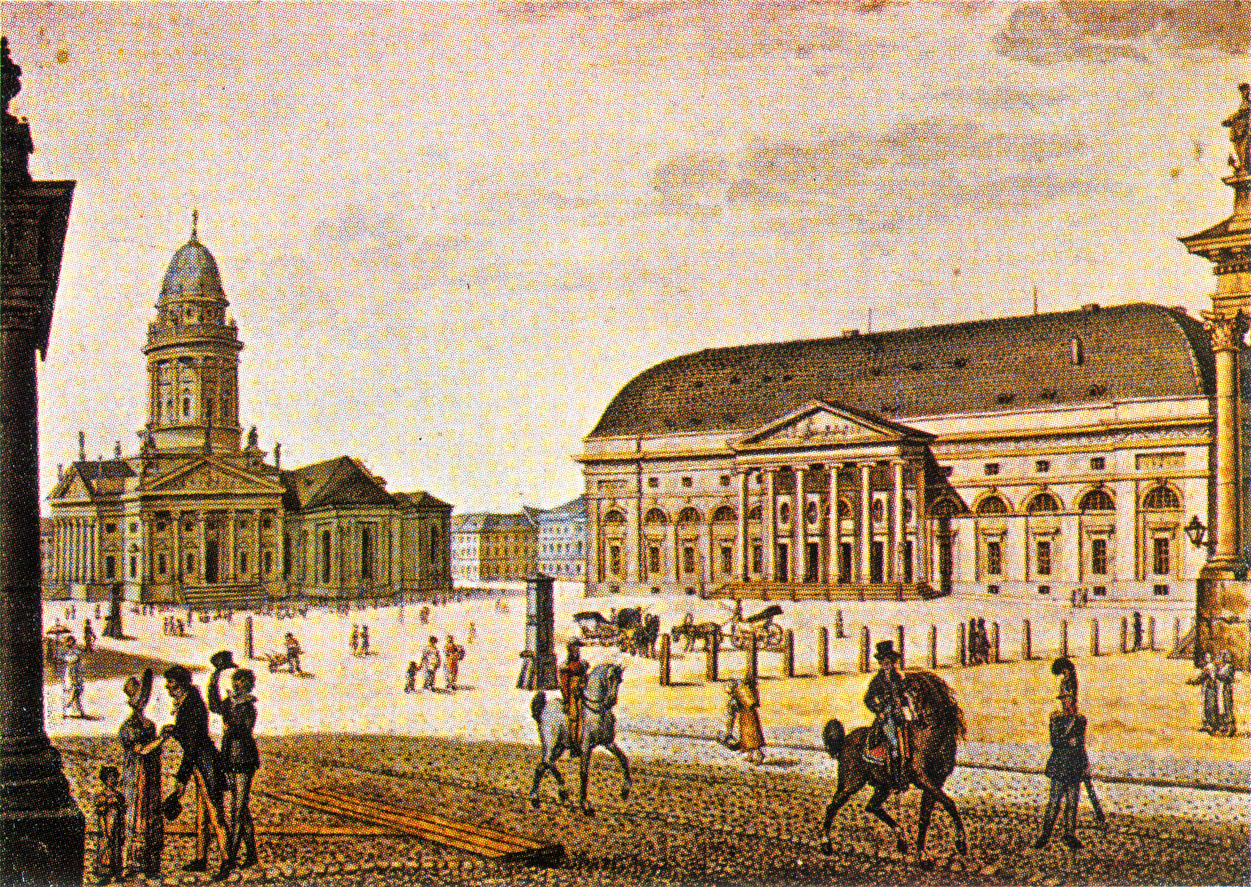
Gendarmenmarkt met Deutsches Schauspielhaus, voorloper Konzerthaus Berlin (aquarel F.A. Calau, ca. 1815)

Carl Gotthard Langhans (Landeshut, 15 december 1732 – Breslau, 1 oktober 1808) was een Pruisisch architect. In Duitsland wordt zijn werk tot het classicisme gerekend; in de meeste andere landen spreekt men van neoclassicisme. Zijn bekendste werk is de Brandenburger Tor in Berlijn.

## Biografische schets
Carl Gotthard Langhans werd geboren in 1732 in Landeshut (thans Kamienna Góra), Silezië. Van 1753 tot 1757 studeerde hij rechten in Halle, daarna wiskunde en talen. In zijn vrije tijd hield hij zich bezig met architectuur, waarbij hij speciale belangstelling aan de dag legde voor teksten over architectuurtheorie (onder andere van Vitruvius en Johann Joachim Winckelmann).
In 1764 kreeg hij erkenning als architect door zijn ontwerp voor de Protestantse kerk van Groß-Glogau (thans Głogów), waarna hij werd aangesteld als bouwinspecteur van de graaf van Hatzfeld. Door toedoen van de graaf kon Langhans in 1767-68 een reis door Italië maken. Na de bouw van een nieuw paleis voor de graaf, kreeg Langhans ook opdrachten van het koninklijk hof in Berlijn. Zijn eerste koninklijke opdracht was het trappenhuis en de zogenaamde 'schelpenzaal' van het kasteel van Rheinsberg. Langhans maakte in deze periode studiereizen naar Engeland, Frankrijk en de Nederlanden. In Engeland leerde hij het werk van Robert Adam kennen, waardoor zijn eigen werk, dat tot dan toe gekenmerkt kon worden als late barok, een duidelijk neoclassicistische inslag kreeg.
In 1788 werd hij benoemd tot hofarchitect van Frederik Willem II van Pruisen. In opdracht van het Pruisische hof maakte Langhans onder andere ontwerpen voor de Brandenburger Tor en het Deutsches Nationaltheater in Berlijn, twee gebouwen die op de antieke Griekse architectuur waren geïnspireerd en veel kritiek kregen te verduren. Het in Italiaanse neobarokstijl gebouwde theater van Breslau (thans Wrocław) werd daarentegen door tijdgenoten zeer geloofd.
In 1771 trad Langhans in het huwelijk met Anna Elisabeth Jaeckel, de dochter van een jurist uit Breslau. Het echtpaar had vijf kinderen, waaronder een zoon die eveneens architect werd, Carl Ferdinand Langhans.
Carl Gotthard Langhans stierf in 1808 in Grüneiche (thans Dąbie, een buitenwijk van Wrocław).

## Werken
- Trappenhuis en schelpenzaal van het kasteel van Rheinsberg (1766–69)
- Palais Hatzfeld in Wrocław (1765–1773), in 1945 grotendeels verwoest
- Schloss Romberg, nabij Kąty Wrocławskie (1776–1781)
- Piramide van Rosen, nabij Kluczbork (1780)
- Theater van Wrocław (1782), in 1841 vervangen door nieuwbouw van zoon Carl Ferdinand Langhans
- Evangelische Kerk in Wałbrzych (1785–1788)
- Evangelische Kerk in Syców (1785–1789)
- Mohrenkolonnaden, Mohrenstrasse, Berlijn (1787)
- Anatomisch theater, Berlijn (1787-1790)
- Theehuis Belvédère bij Slot Charlottenburg, Berlijn
- Sterrenwacht, Halle (1788)
- Feestzaal in het Niederländisches Palais, Unter den Linden, Berlijn (1789-1790), in 1963 gesloopt
- Zuilenzaal Berliner Stadtschloss (1789-1791), verwoest
- Balzaal in Slot Bellevue, Berlijn (1789/90)
- Interieur Marmorpalais, Potsdam (1789–91)
- Brandenburger Tor, Berlijn (1789–91)
- Theater Slot Charlottenburg, thans Museum für Vor- und Frühgeschichte, Berlijn (1787–91)
- Evangelische Kerk in Dzierżoniów (1795–1798)
- Plan Fasanerie (fazantenboerderij met tuinen), Pszczyna (1800)
- Deutsches Nationaltheater, Gendarmenmarkt, Berlijn (1800–02), in 1817 afgebrand
- Elbschloss Kehnert (1803)

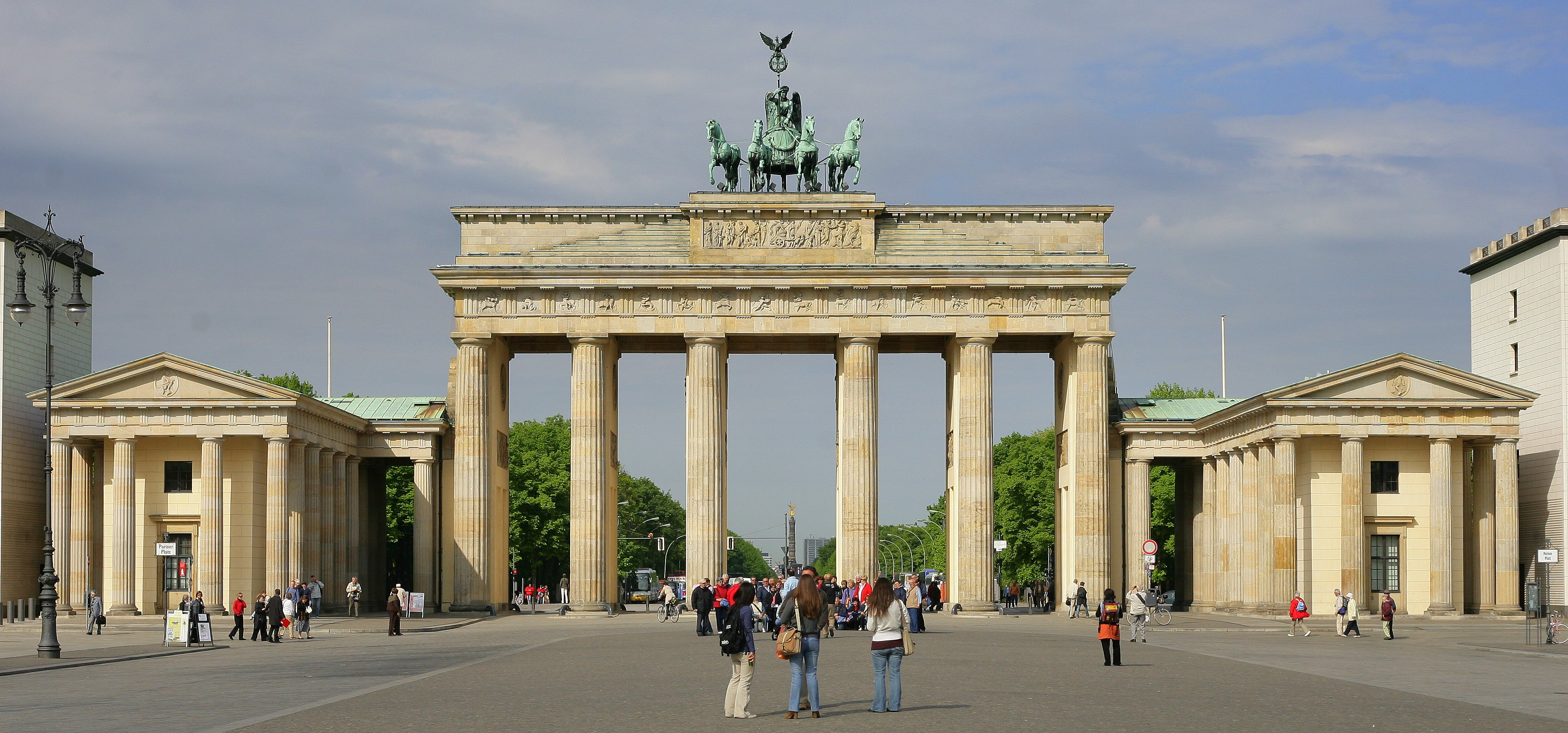
Brandenburger Tor, Berlijn
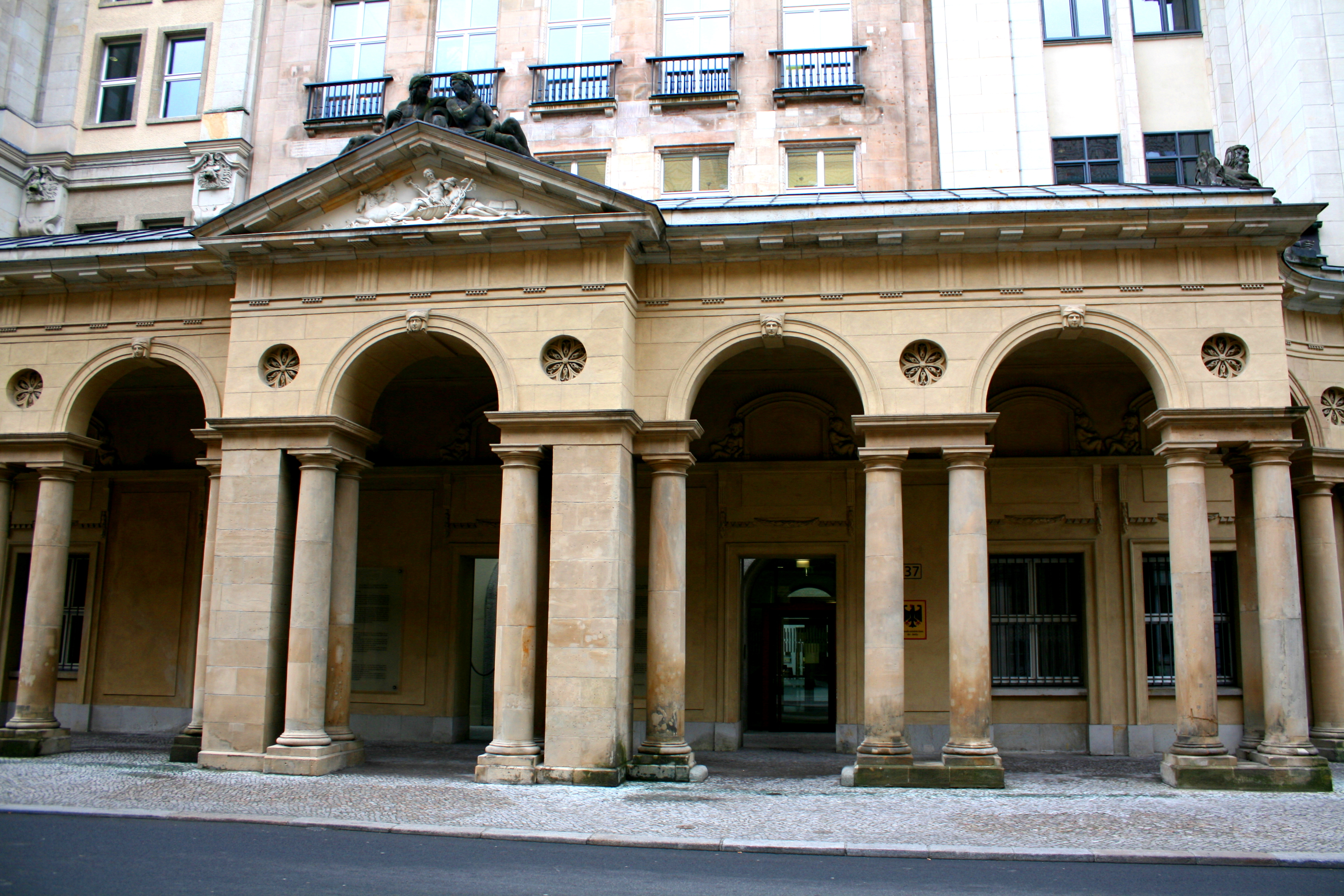
Mohrenkolonnaden, Berlijn
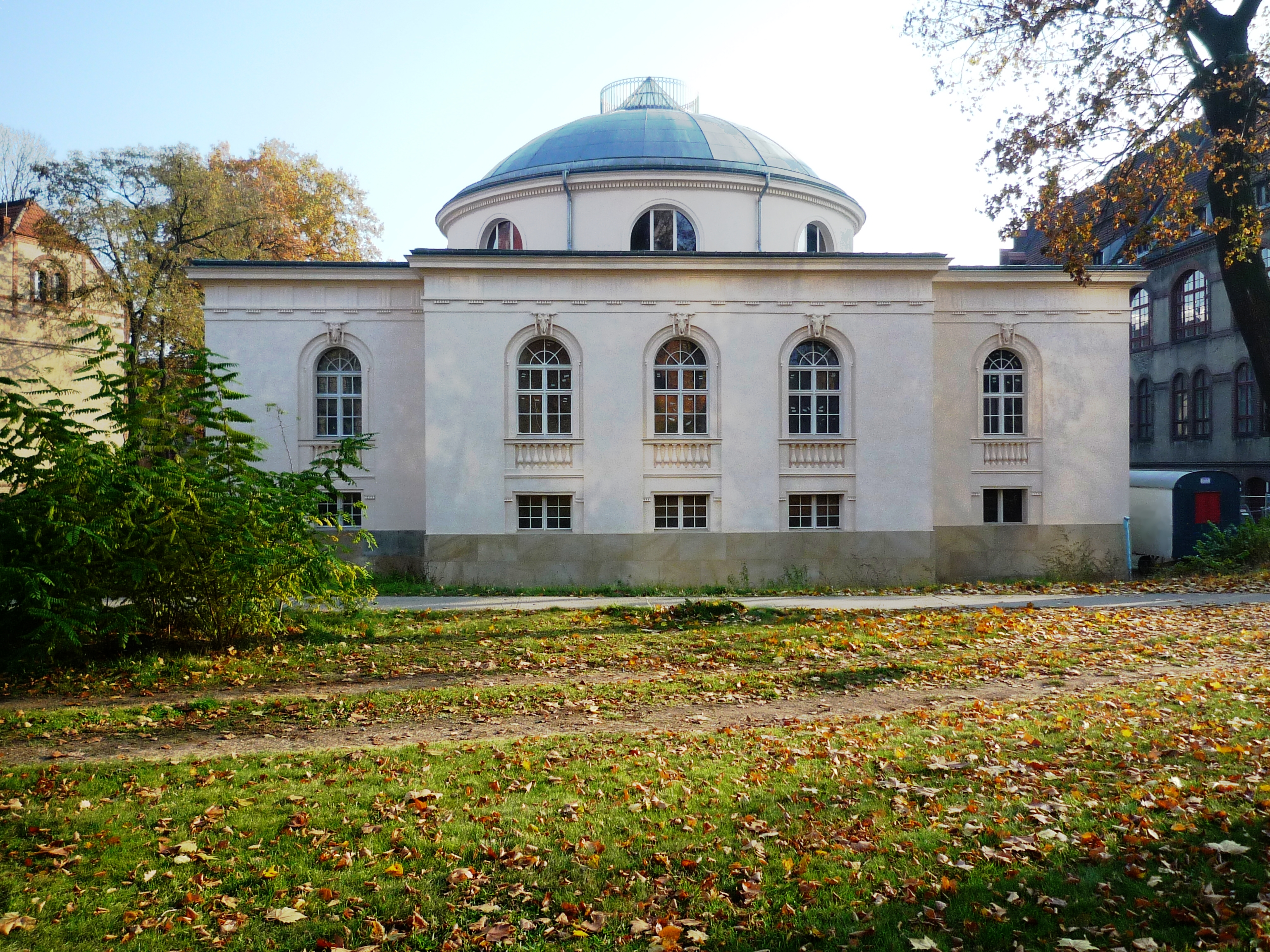
Anatomisch theater, Berlijn
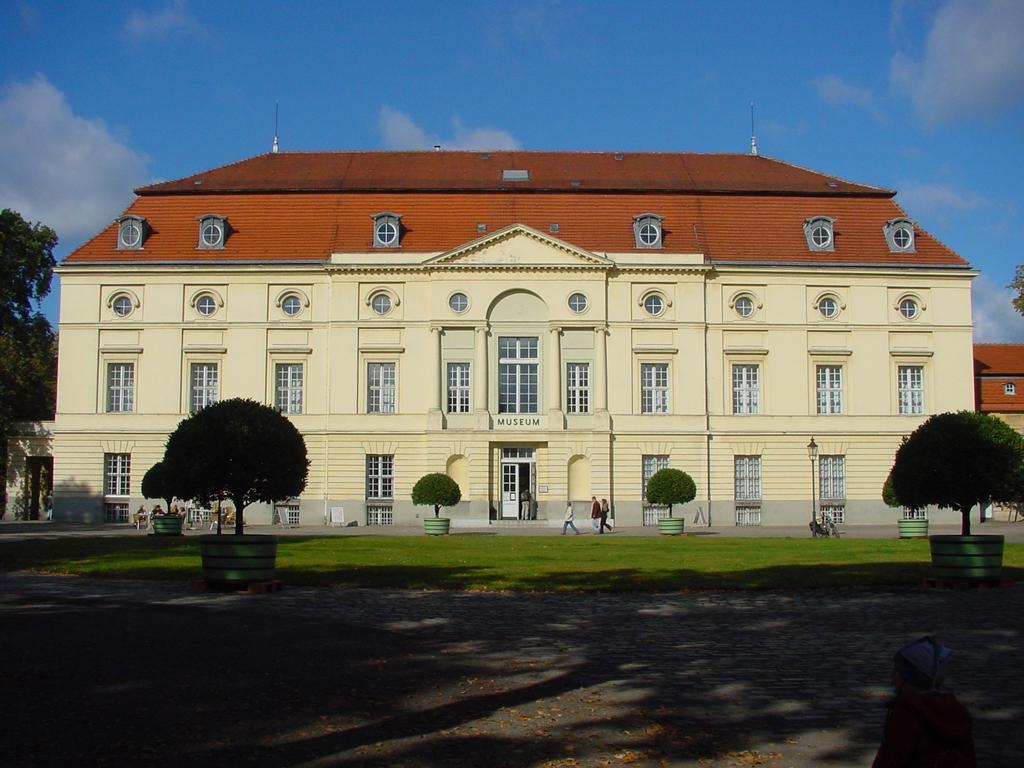
Theater bij Slot Charlottenburg, Berlijn
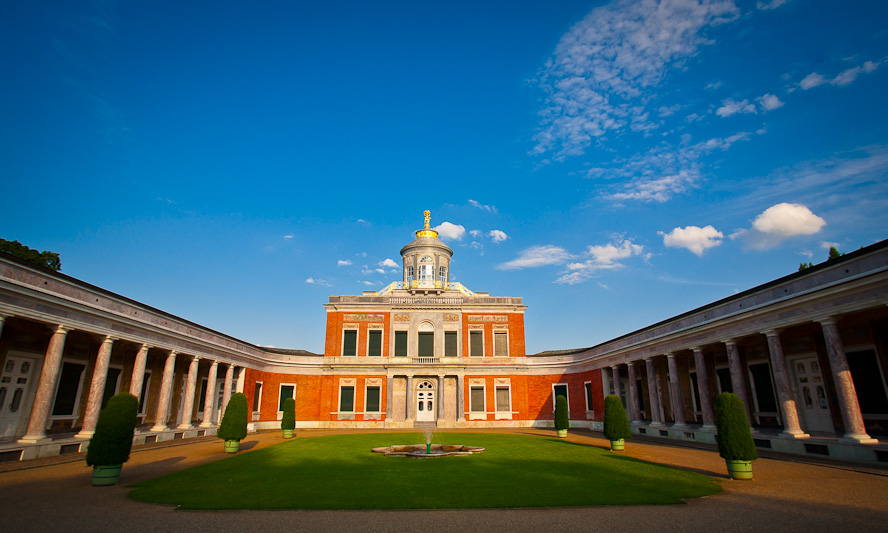
Marmerpaleis, Potsdam
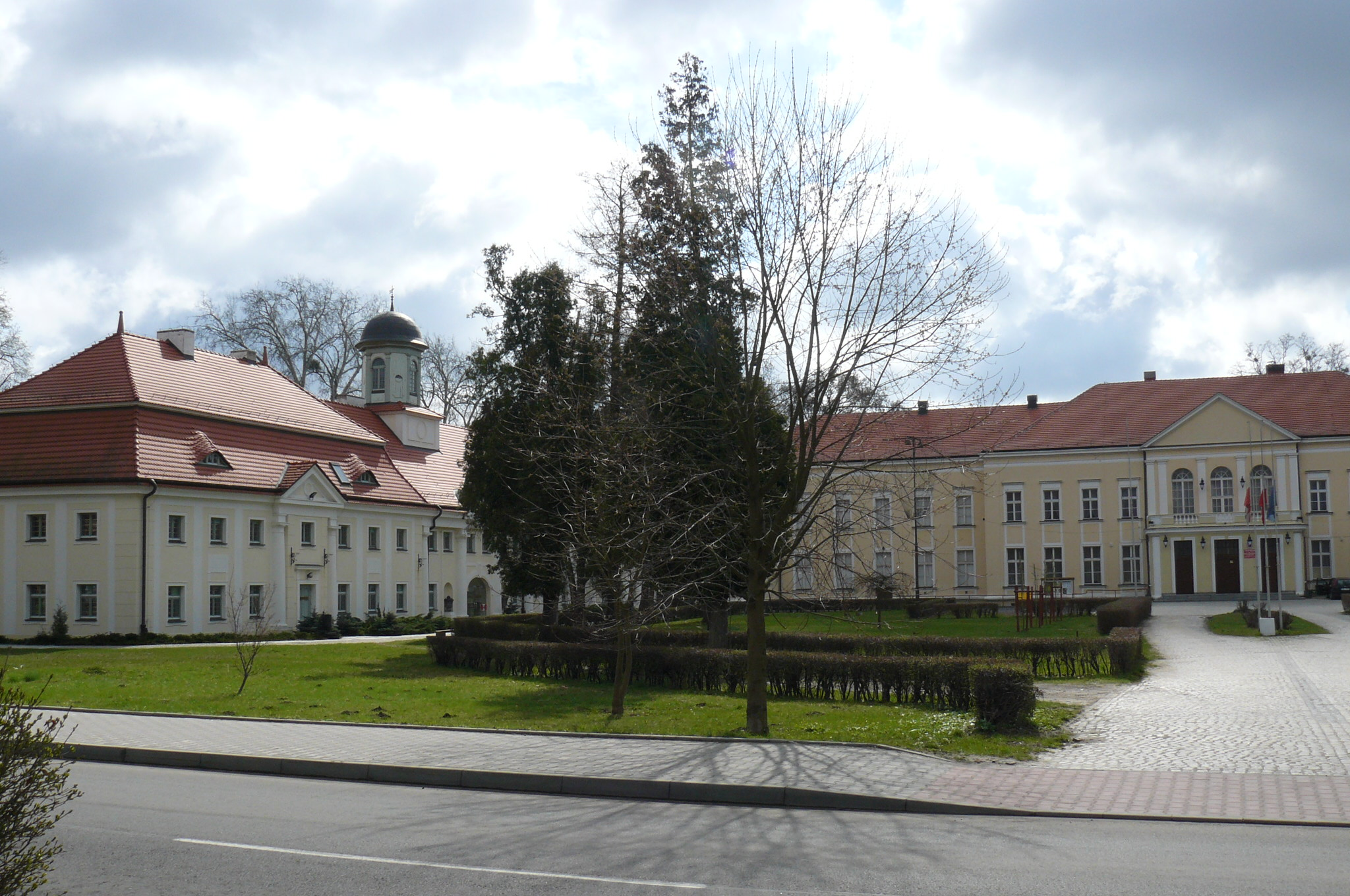
Schloss Dyhernfurth (thans Brzeg Dolny)
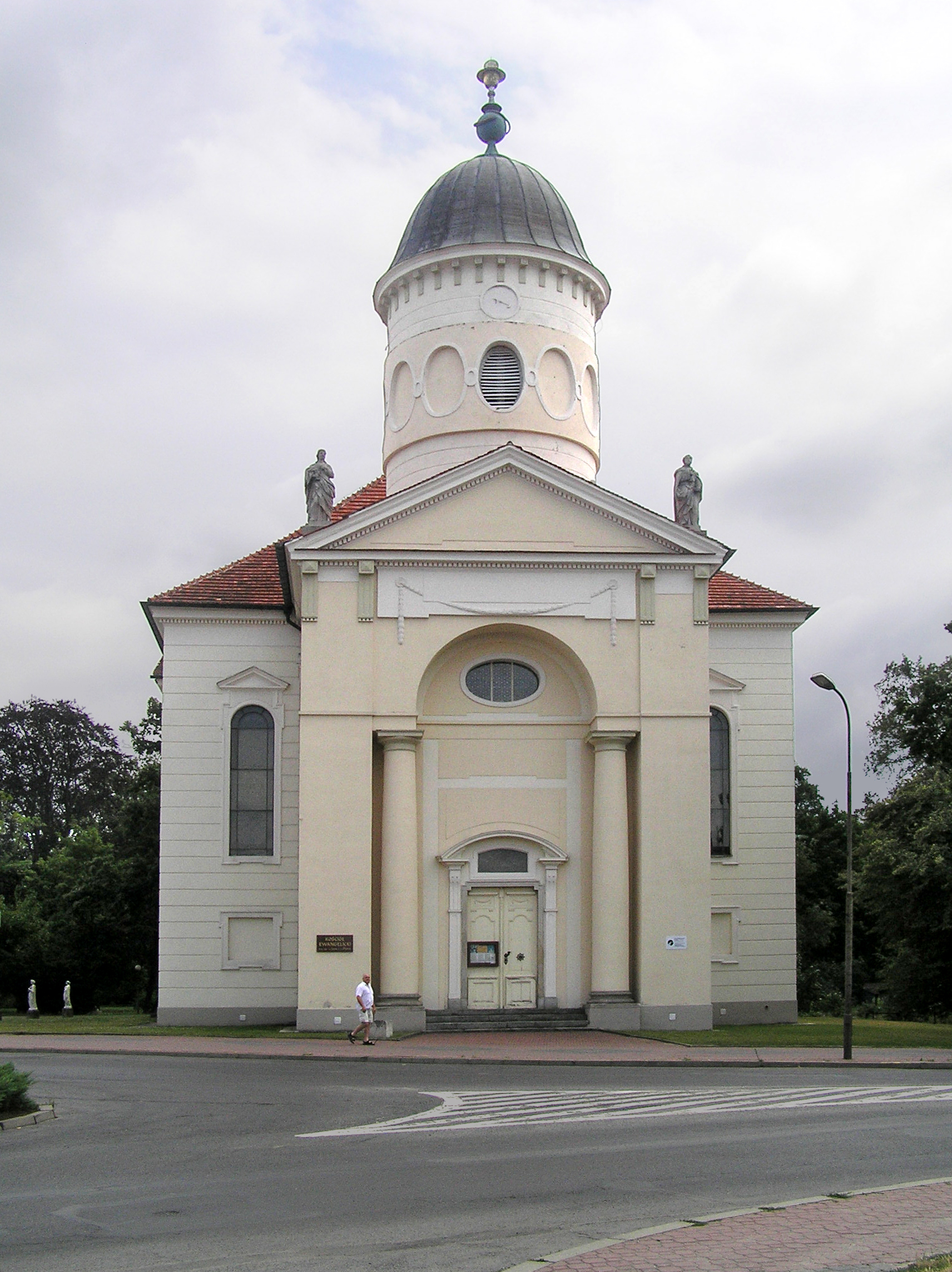
Protestantse kerk Syców
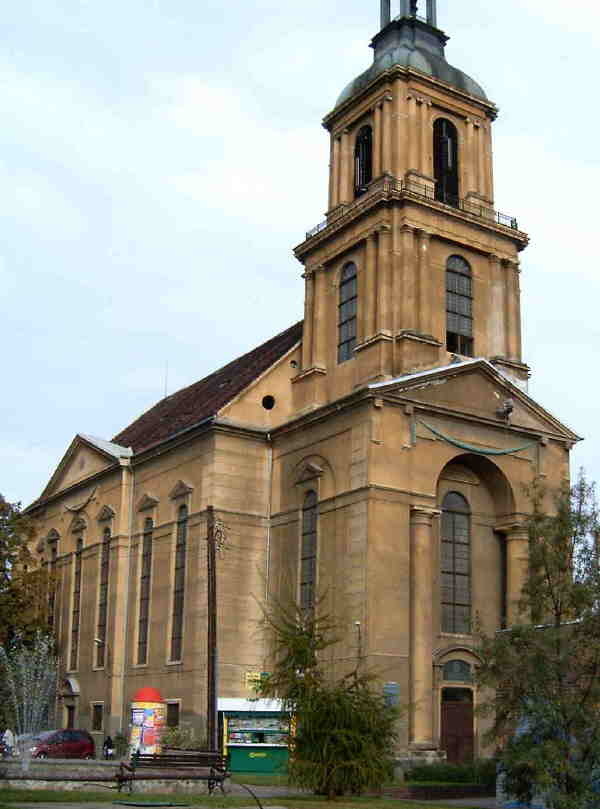
Protestantse kerk Dzierżoniów

- Bibliothèque nationale de France: cb16110082j (data)
- Gemeinsame Normdatei: 118726463
- International Standard Name Identifier: 0000 0000 6674 8151
- Library of Congress Control Number: nr91024187
- Nationale Bibliotheek van Tsjechië: xx0202639
- Nationale Bibliotheek van Polen: a0000001182577
- Nederlandse Thesaurus van Auteursnamen: 120245825
- RKD-Nederlands Instituut voor Kunstgeschiedenis: 47972
- SNAC: w6vq6nm1
- Système universitaire de documentation: 119542749
- Union List of Artist Names: 500001339
- Virtual International Authority File: 8146985
- WorldCat: E39PBJf8ttGGmhHdKvH3GmJ4bd